# Zielony Balonik
Zielony Balonik (deutsch Der grüne Luftballon) war das Krakauer Künstlerkabarett, tätig im Restaurant „Jama Michalikowa“ (deutsch Michaliks Höhle) von 1905 bis 1912.
Als Gründer des Kabaretts gelten: der Bankangestellte und Amateurpianist Edward Żeleński (Bruder von Tadeusz Boy-Żeleński), der Maler Stanisław Kuczborski sowie der Theaterkritiker und Dramaturg Jan August Kisielewski.
Das Kabarett wurde am 7. Oktober 1905 im Treffpunkt der Krakauer Künstler, dem Lokal „Jama Michalikowa“ an der ulica Floriańska (St. Floriangasse) in der Krakauer Altstadt eröffnet. Die Vorstellungen waren nur den Besitzern von Eintrittskarten zugänglich, die eine elitäre Gruppe bildeten. Die vorgetragenen Texte mieden die politische Problematik, um sich Ärger mit der österreichischen Präventivzensur zu ersparen.
Anfangs gab es kein vorbereitetes Szenario, die Vorstellungen wurden am Laufenden improvisiert. Erst später wurden die Vorstellungen sorgfältig vorbereitet, aber jederzeit durften die eingeladenen Gäste einspringen.
Die lithografischen Eintrittskarten wurden von den befreundeten Grafikern gestaltet und dienten später als Wandschmuck.
Als Conférencier traf meistens Jan August Kisielewski auf, der die Gäste nach dem Vorbild von Aristide Bruant mit einer witzigen Rede begrüßte.
Das Kabarett wurde bald Dorn im Auge der Krakauer Konservatisten, die vom Rektor der Jagiellonischen Universität Stanisław Tarnowski angeführt waren.

## Die satirische Weihnachtskrippe
Nach dem Vorbild der traditionellen Krakauer Weihnachtskrippe wurden fünfmal in den Jahren 1906, 1907, 1908, 1911 und 1912 satirische Puppentheatervorstellungen arrangiert. Es traten Puppen, von bekannten Krakauer Künstlern, wie Witold Wojtkiewicz, Kazimierz Sichulski, Stanisław Kamocki und Fryderyk Pautsch entworfen, auf, die bekannte Krakauer Persönlichkeiten darstellten. Die Texte stammten meistens von Tadeusz Boy-Żeleński, der sich der Gruppe um das Kabarett anschloss und bald die Hauptrolle unter den Autoren spielte. Seine Texte aus dem Kabarett erschienen in einer Buchform unter dem Titel „Słówka“ (Die Wörtchen) und erfreuten sich, damals wie heute, einer riesigen Popularität.
Der „Grüne Luftballon“ fand viele Nachahmer, die jedoch nie das Niveau des Vorbildes erreichen konnten.

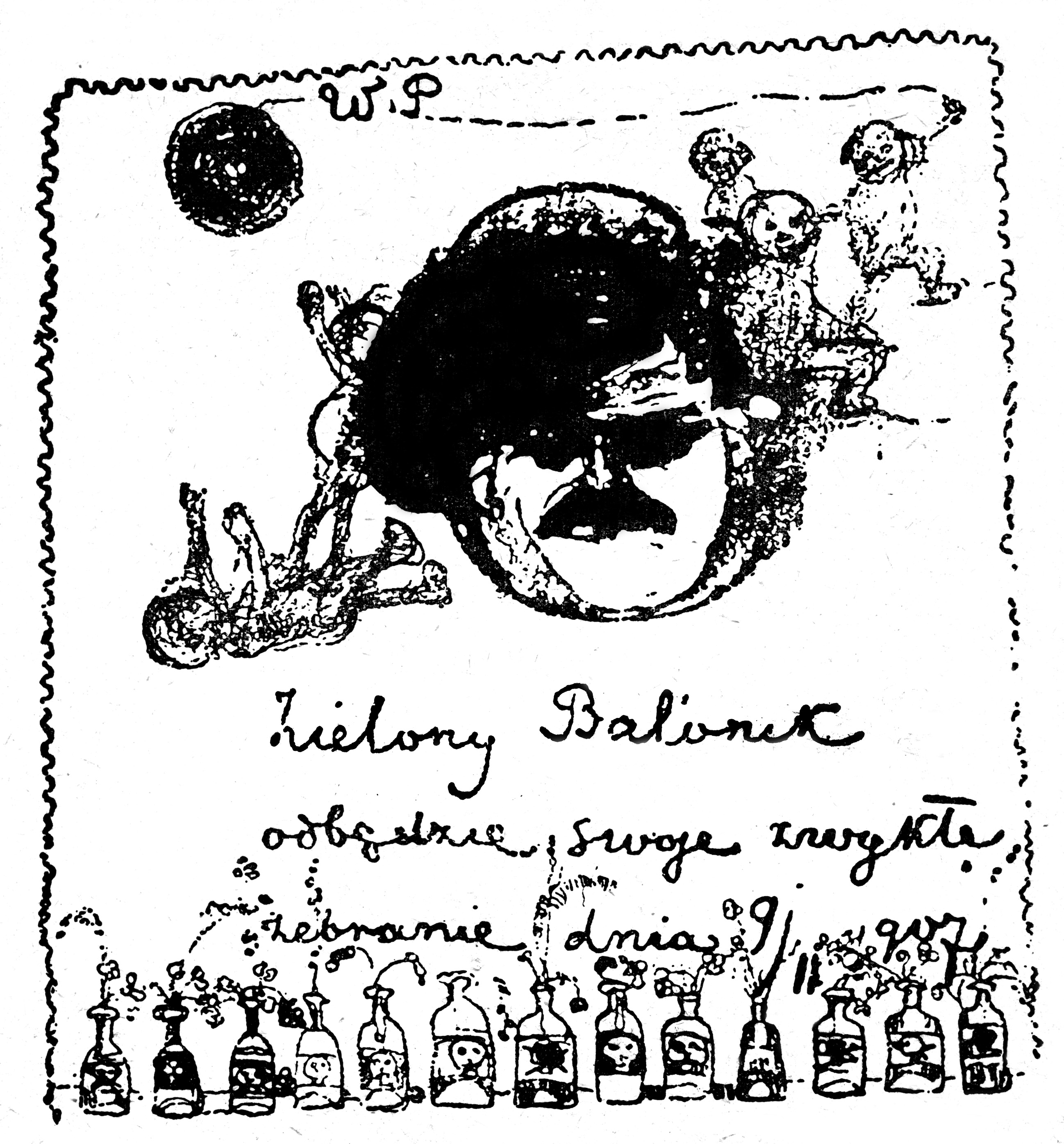
Eintrittskarte von Witold Wojtkiewicz
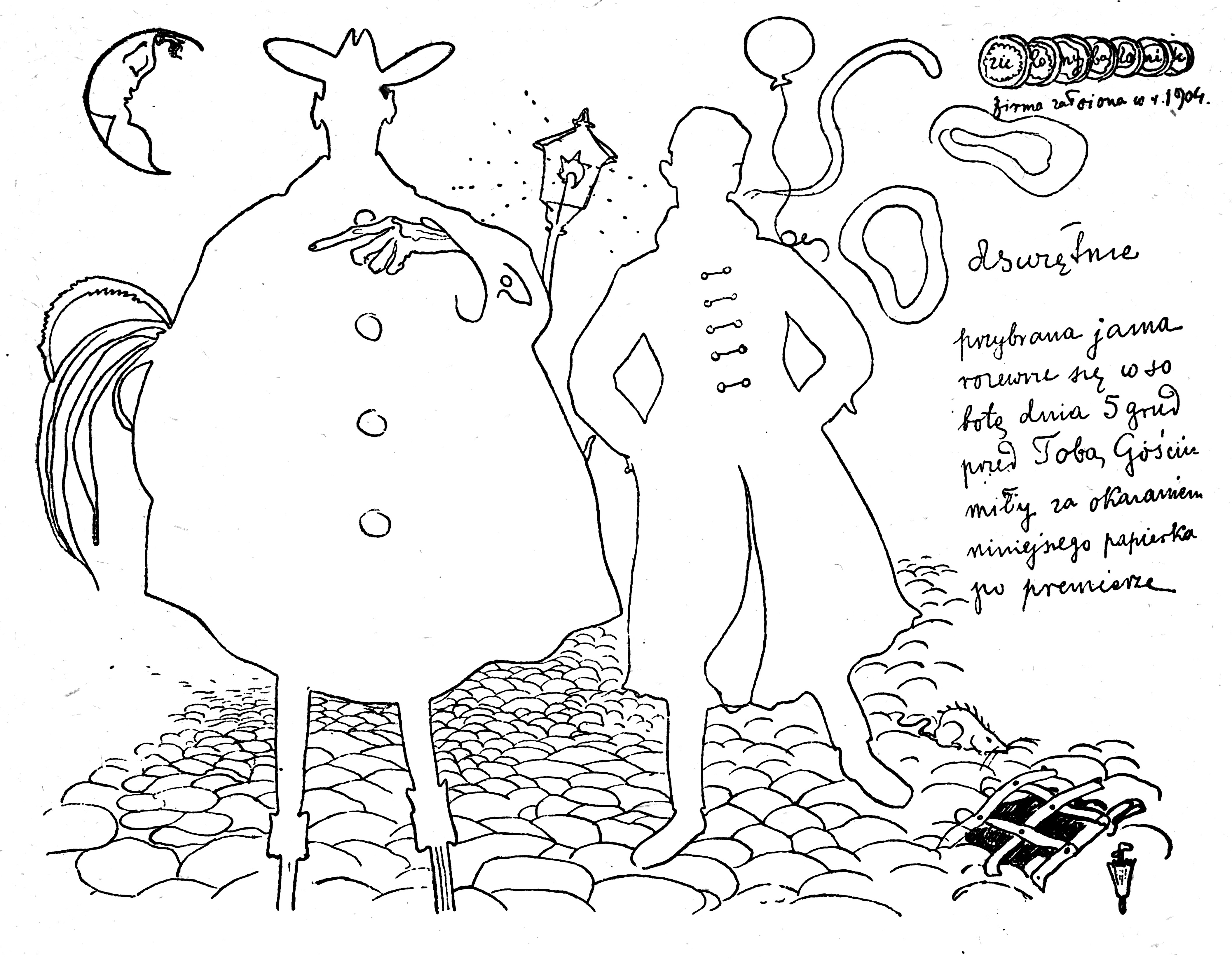
Eintrittskarte von Kazimierz Sichulski
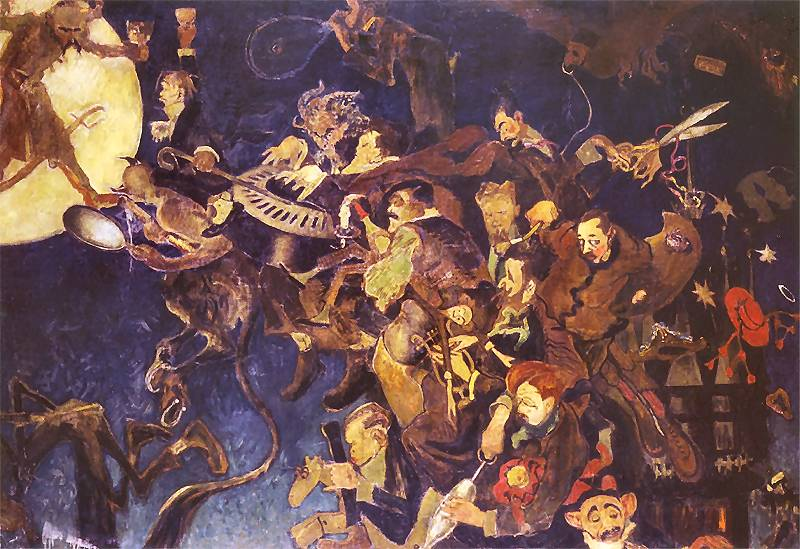
Bild von Kazimierz Sichulski
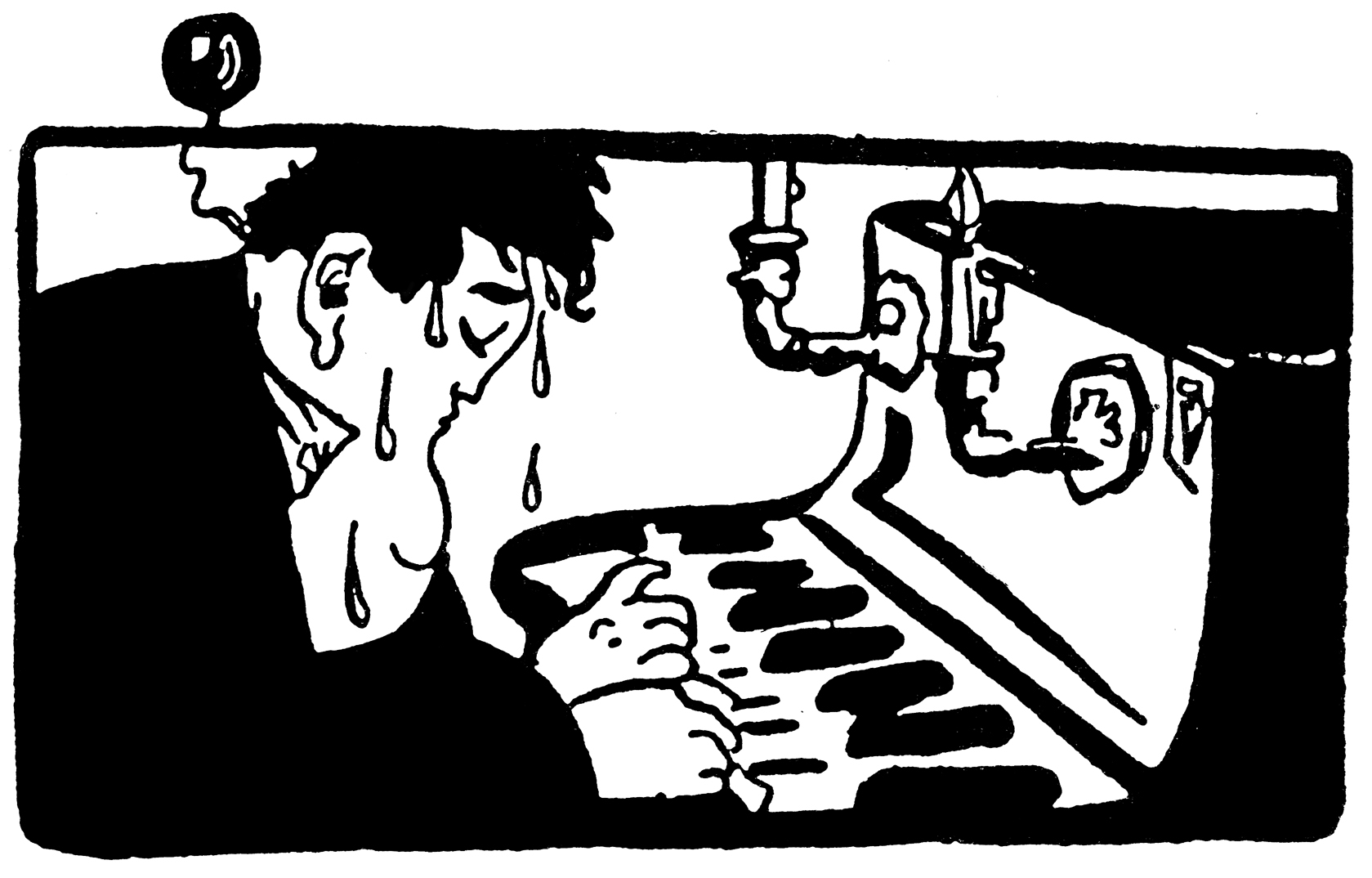
Der Pianist Witold Noskowski von Kazimierz Sichulski
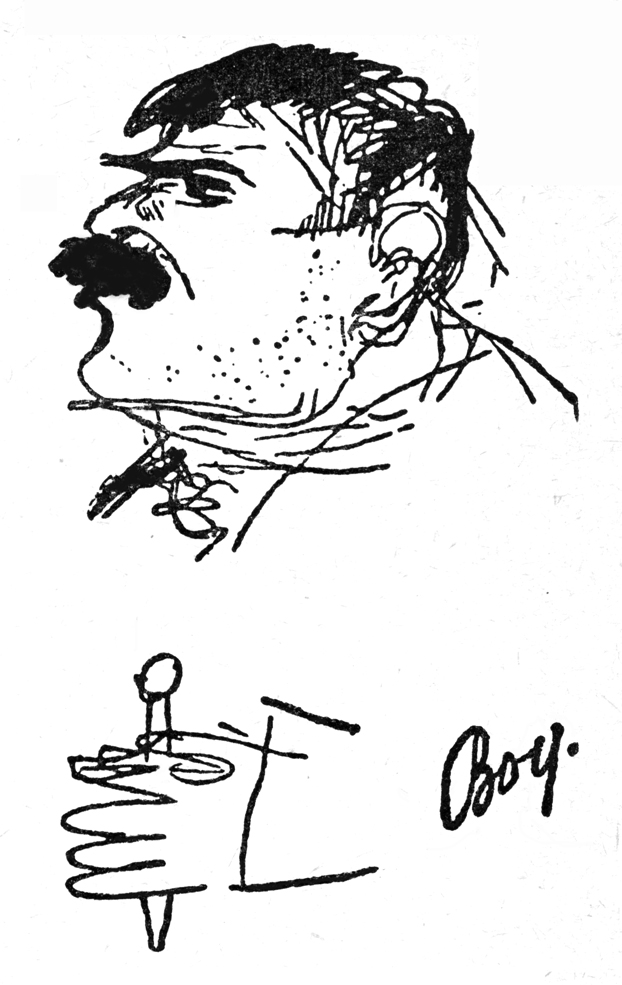
Der Autor Tadeusz Boy-Żeleński von Kazimierz Sichulski